# Пфейлицер-Франк
Пфейлицер-Франк (нем. Pfeilitzer genannt  Franck) — баронский род.

## Происхождение и история рода
Происходит из Франконии. Клаус Франк был пожалован в 1407 году поместьем на территории Курляндии. Последующее упоминание относится к 1677 году, когда курляндским канцлером был Эвальд Пфейлицер-Франк.
Известность приобрёл саксонский генерал Пфейлицер-Франк, Николай Рейнгольд (1713—1799).
Другие известные представители курляндского рода, который был внесён в дворянский матрикул Курляндской губернии:
- Отто Германович Пфейлицер-Франк (1788—1844) — российский государственный деятель, Екатеринославский губернатор, таганрогский градоначальник;
- Фёдор Ермолаевич Пфейлицер-Франк (Фридрих Отто Карл; 1786—1857) — Екатеринославский губернский предводитель дворянства (1838—1851), действительный статский советник;
- Егор Ермолаевич Пфейлицер-Франк (Георг Виллибальд; 1794—1832), ротмистр Ахтырского гусарского полка, декабрист, член Южного общества.

Также род Пфейлицер-Франк был внесён в V часть родословной книги Екатеринославской губернии.

## Описание герба
В голубом поле три голубых стрелы в пояс, летящих вверх.
Щит увенчан дворянским шлемом с золото-голубым бурелетом. Нашлемник — две голубых стрелы, летящих вверх, между золотым и голубым орлиными крыльями. Намет голубой с золотом.